# Проспект Василия Порика
Проспект Василия́ По́рика — проспект в Подольском районе города Киева (местность Виноградарь). Пролегает от проспекта Свободы до проспекта Правды.
Улица спроектирована в 1960-е годы. Современное название в честь Василия Порика с 1971 года. Застройка начата в 1976 году. Особенность данной улицы в том, что нечётная сторона находится по правую руку.